# Chiesa di Sant'Andrea (Foggia)
La chiesa di Sant'Andrea è stata una chiesa di Foggia.
Per la prima volta viene nominata da papa Clemente III, in una bolla del 20 marzo 1190. La chiesa, come riportato in un documento del 13 maggio 1214, era situata nel suburbio Manie Porte, ovvero dalle parti della Porta Magna. Non si conosce né la data, né il modo in cui la chiesa è scomparsa.